# Samuel Birley Rowbotham
Samuel Birley Rowbotham (Londra, 1816 – Londra, 23 dicembre 1884) è stato un inventore e scrittore britannico.

## Biografia
Rowbotham è un saggista autodidatta, che si arricchì vendendo rimedi per ogni sorta di malattia e pubblicando sotto vari pseudonimi la credenza che la Terra sia piatta e tenendo conferenze a pagamento per diffondere la sua tesi.
Rowbotham iniziò la sua carriera come fondatore di una comunità owenita nella regione inglese di Fens, dove formulò le sue teorie sulla Terra. Dopo aver misurato un’assenza di curvatura nei lunghi canali di drenaggio nella zona del Bedford Level durante il primo dei suoi esperimenti sul Bedford Level, cominciò a sostenere con convinzione che la Terra fosse piatta. Nel 1849 stampò un pamphlet di 16 pagine con il nome di "S. Goulden". Successivamente si firmò "Samuel Birley" e nel 1864 pubblicò Zetetic Astronomy: Earth Not a Globe con lo pseudonimo di “Parallax” (“Parallasse” in italiano). L'opera fu poi ampliata e nel 1881 divenne un libro di 430 pagine.
Secondo il pensiero di Rowbotham, da lui definito Astronomia Zetetica, la Terra si trova all'interno di un piano circoscritto, il cui centro è situato al Polo Nord, delimitato esternamente da una parete di ghiaccio. Sole, Luna, pianeti e stelle si troverebbero solo a poche centinaia di miglia sopra la superficie terrestre e ruoterebbero attorno al polo.
Simultaneamente Rowbotham iniziò a dare lezioni sull’argomento. Impiegò un po’ di tempo per affinare le sue teorie: secondo Augustus De Morgan una volta fuggì da un’aula, a Blackburn, quando non fu in grado di spiegare perché, guardando una nave allontanarsi in mare aperto, lo scafo scompare prima dell’albero e delle vele. Tuttavia, continuò a riempire aule facendosi pagare un sixpence (6 centesimi) a lezione, e sviluppò un’astuzia e un’abilità oratoria tali da poter “ribattere a qualsiasi argomentazione con ingegno, acume e un’esperienza consumata”.
Quando infine fu costretto in una sfida a Plymouth, nel 1864, accusato che non avrebbe mai accettato di sottoporsi a una prova, Parallax si recò a Plymouth Hoe all’orario stabilito, in presenza di Richard A. Proctor, scrittore di astronomia, e si diresse verso la spiaggia dove era stato predisposto un telescopio. I suoi detrattori affermavano che sarebbe riuscito a vedere solo la lanterna del faro di Eddystone, lontano circa 14 miglia. In effetti, soltanto metà della lanterna era visibile. Rowbotham, tuttavia, sostenne che si sbagliavano e che l'esperimento aveva dimostrato che la Terra era effettivamente piatta. In tal modo, molti abitanti di Plymouth tornarono a casa convinti che “alcune delle teorie più importanti dell’astronomia moderna erano state seriamente invalidate”.
Nel 1861 Rowbotham si risposò (con la figlia sedicenne della sua lavandaia) e si trasferì a Londra. Con lei ebbe 14 figli, 4 dei quali sopravvissero. Si dice anche che si facesse chiamare “Dr. Samuel Birley”, che abitasse in una bellissima casa di dodici stanze e che vendesse segreti per prolungare la vita umana e curare ogni malattia immaginabile. Brevettò diverse invenzioni, tra cui un “vagone cilindrico su rotaia per la conservazione della vita”.
Il suo libro Astronomia Zetetica – La Terra non è un globo fu pubblicato nel 1864. Continuò a dare lezioni, e alcuni cittadini preoccupati inviarono lettere all’Astronomo Reale, sperando in una confutazione delle sue teorie. Un corrispondente del Leeds Times osservò che “una delle cose che aveva sicuramente dimostrato era che i dilettanti della scienza, non avvezzi a difendere una causa, non sono in grado di replicare a un uomo, un ciarlatano se volete (ma intelligente e irremovibile nelle sue teorie), estremamente sensibile alle debolezze dei suoi detrattori”.